# 非选民党
非选民党（匈牙利語：Nemválasztók Pártja，缩写为NVP）是匈牙利历史上的一个社会主义政党。该党成立于1878年选举期间左右。该党的成立会议有79名代表参与。该党旨在代表未获得选举权的人群，主张普选权和民主改革。该党的领导人是弗兰克尔·列奥。1880年5月16日，该党和匈牙利工人党合并为匈牙利总工人党。